# 1961-es magyar öttusabajnokság
Az 1961-es magyar öttusabajnokságot július 22. és 26. között rendezték meg. A viadalt Balczó András nyerte meg, akinek ez volt az első egyéni bajnoki címe. A csapatversenyt a Csepel SC nyerte.

## Eredmények

### Férfiak

#### Egyéni
| Hely | Név           | Klub       | Eredmény |
| ---- | ------------- | ---------- | -------- |
| 1.   | Balczó András | Csepel SC  | 5497,0   |
| 2.   | Török Ferenc  | Bp. Honvéd | 5108,5   |
| 3.   | Nagy Imre     | MAFC       | 5042,0   |
| 4.   | Móna István   | Bp. Honvéd | 4939,5   |
| 5.   | Németh Ferenc | Csepel SC  | 4803,5   |
| 6.   | Fáklya Béla   | Csepel SC  | 4739,5   |
| 7.   | Sárfalvi Béla | Csepel SC  | 4662,0   |
| 8.   | Török Ottó    | Bp. Honvéd | 4639,0   |
| 9.   | Mujzer János  | MAFC       | 4285,0   |
| 10.  | Bretz Gyula   | MAFC       | 4260,5   |

#### Csapat
| Hely | Név                                       | Klub          | Eredmény |
| ---- | ----------------------------------------- | ------------- | -------- |
| 1.   | Balczó András, Németh Ferenc, Fáklya Béla | Csepel SC I.  | 15 158,0 |
| 2.   | Nagy Imre, Mujzer János, Bretz Gyula      | MAFC          | 13 324,5 |
| 3.   | Sárfalvi Béla, Borsa Miklós, Docskál      | Csepel SC II. | 11 863,5 |